# Logements de faible hauteur à haute densité
 (janvier 2025).
La mise en forme du texte ne suit pas les recommandations de Wikipédia : il faut le « wikifier ».
Les points d'amélioration suivants sont les cas les plus fréquents. Le détail des points à revoir est peut-être précisé sur la page de discussion.
- Les titres sont pré-formatés par le logiciel. Ils ne sont ni en capitales, ni en gras.
- Le texte ne doit pas être écrit en capitales (les noms de famille non plus), ni en gras, ni en italique, ni en « petit »…
- Le gras n'est utilisé que pour surligner le titre de l'article dans l'introduction, une seule fois.
- L'italique est rarement utilisé : mots en langue étrangère, titres d'œuvres, noms de bateaux, etc.
- Les citations ne sont pas en italique mais en corps de texte normal. Elles sont entourées par des guillemets français : « et ».
- Les listes à puces sont à éviter, des paragraphes rédigés étant largement préférés. Les tableaux sont à réserver à la présentation de données structurées (résultats, etc.).
- Les appels de note de bas de page (petits chiffres en exposant, introduits par l'outil «  Source ») sont à placer entre la fin de phrase et le point final[comme ça].
- Les liens internes (vers d'autres articles de Wikipédia) sont à choisir avec parcimonie. Créez des liens vers des articles approfondissant le sujet. Les termes génériques sans rapport avec le sujet sont à éviter, ainsi que les répétitions de liens vers un même terme.
- Les liens externes sont à placer uniquement dans une section « Liens externes », à la fin de l'article. Ces liens sont à choisir avec parcimonie suivant les règles définies. Si un lien sert de source à l'article, son insertion dans le texte est à faire par les notes de bas de page.
- La présentation des références doit suivre les conventions bibliographiques. Il est recommandé d'utiliser les modèles {{Ouvrage}}, {{Chapitre}}, {{Article}}, {{Lien web}} et/ou {{Bibliographie}}. Le mode d'édition visuel peut mettre en forme automatiquement les références.
- Insérer une infobox (cadre d'informations à droite) n'est pas obligatoire pour parachever la mise en page.

Pour une aide détaillée, merci de consulter Aide:Wikification.
Si vous pensez que ces points ont été résolus, vous pouvez retirer ce bandeau et améliorer la mise en forme d'un autre article.
 (février 2025).

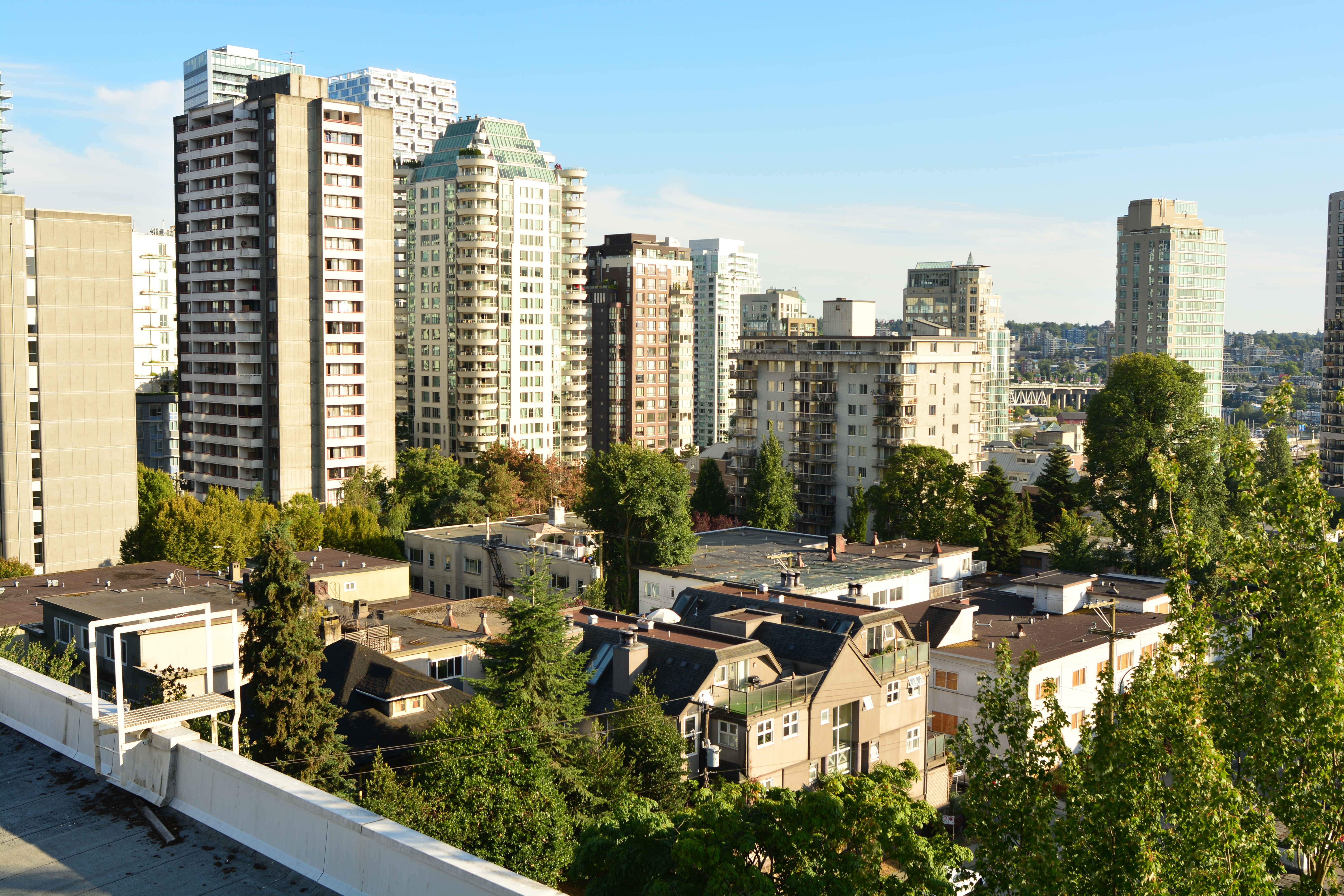
Bâtiments de faible hauteur à Vancouver

Les logements de faible hauteur et de haute densité désignent des ensembles résidentiels qui ont généralement 4 étages ou moins, comportent un nombre élevé d'unités d'habitation par acre de terrain, et comptent entre 35 et 80 logements par hectare. Ce type de logement est considéré comme offrant un compromis entre les maisons individuelles isolées et les immeubles d'appartements de grande hauteur.

## Arrière-plan

### Origines et premiers développements
Bien que le concept de logement de faible hauteur à haute densité puisse être retracé jusqu'au projet non réalisé Roq et Rob de Le Corbusier en 1949, une influence plus directe fut le travail pionnier du cabinet suisse Atelier 5, dont le projet Siedlung Halen construit à Berne, en Suisse, entre 1955 et 1961, est devenu un exemple fondateur de cette typologie,

### Montée en popularité dans les années 1960 et 1970
Au cours des décennies 1960 et 1970, le concept de logement de faible hauteur à haute densité a connu une popularité croissante au sein de la communauté architecturale. Cette tendance s'est développée en grande partie comme une réponse critique aux échecs sociaux perçus des projets de logements sociaux de grande hauteur, souvent caractérisés par le modèle urbanistique dit de « tour dans un parc ». Face à ces constats, les architectes et les urbanistes ont entrepris une réflexion approfondie sur les modèles d'habitat urbain. Ils ont ainsi commencé à reconsidérer et à réintroduire progressivement ce modèle de logement de faible hauteur à haute densité, le percevant comme une solution prometteuse pour concilier et intégrer harmonieusement les avantages distinctifs associés à la vie en milieu urbain et ceux traditionnellement attribués aux environnements suburbains.

## Caractéristiques
- La hauteur des bâtiments de faible élévation, souvent de 2 à 4 étages, vise à maintenir un environnement à échelle humaine et « familial »
- Un nombre élevé d'unités de logement concentrées dans une zone relativement restreinte, créant ainsi une densité importante
- L'intégration d'espaces communs partagés et d'équipements collectifs pour compenser la taille réduite des espaces de vie privés
- L'intégration dans des quartiers favorisant la marche et orientés vers les transports en commun afin de réduire la dépendance à l'automobile
- La capacité d'être construits dans des zones urbaines existantes sans entraîner de destruction majeure des écosystèmes[7],[1],[2]

## Principaux promoteurs
L'approche de faible hauteur à haute densité a regagné en popularité comme alternative à l'étalement urbain et aux logements de grande hauteur, offrant un moyen de créer de la densité tout en procurant un sentiment de communauté et de connexion au sol,.
Le Corbusier : Son projet Roq et Rob en 1949 est considéré comme une influence précoce sur l'approche de faible hauteur à haute densité.
Atelier 5 : Le cabinet d'architecture suisse a conçu Siedlung Halen à Berne, en Suisse, de 1959 à 1961, qui est considéré comme le projet de faible hauteur à haute densité le plus influent des années 1960.
La New York State Urban Development Corporation (UDC) : En 1973, l'UDC, en collaboration avec l' Institute for Architecture and Urban Studies, a présenté le projet Marcus Garvey Park Village à Brownsville, Brooklyn ainsi que l'exposition "Another Chance for Housing: Low Rise Alternatives" au Museum of Modern Art. Cela a mis en lumière un avenir pour le logement aux États-Unis combinant les avantages de la vie urbaine et suburbaine,.
Sept jeunes cabinets d'architecture: Engagés par l'UDC pour développer davantage le prototype de faible hauteur à haute densité présenté au MoMA, s'inspirant du travail pionnier d'architectes comme Atelier 5.
Architectes et chercheurs contemporains: Des figures comme Karen Kubey, commissaire de l'exposition "Suburban Alternatives", qui a retracé la typologie du logement de faible hauteur à haute densité au fil du temps, plaident en faveur de cette approche.

## Avantages des immeubles de faible hauteur à haute densité
L'objectif de ce modèle de logement est d'offrir les avantages de la densité, tels que le soutien aux services publics et la réduction de l'impact environnemental, tout en procurant aux résidents un sentiment de communauté et d'identité individuelle plus typique des maisons unifamiliales,. Des études ont démontré que les développements de faible hauteur à haute densité présentent plusieurs avantages potentiels
- L'augmentation de la valeur des propriétés dans les zones environnantes
- L'attraction de nouvelles entreprises et employeurs dans la communauté
- La réduction de la dégradation urbaine par la réaffectation de bâtiments inutilisés
- La diminution globale de la consommation d'énergie et des émissions de carbone par rapport à l'étalement urbain de faible densité[11],[7],[1]

## Défis et considérations
Bien que le logement de faible hauteur à haute densité soit considéré comme une alternative précieuse aux tours de grande hauteur, il présente plusieurs défis :
- Surmonter les contraintes réglementaires et le zonage favorisant les maisons unifamiliales
- Répondre aux perceptions et préférences des résidents pour l'habitat individuel
- Planifier soigneusement les coûts d'entretien et les fonds de réserve pour éviter la détérioration
- Intégrer harmonieusement les développements dans les quartiers existants[11],[2],[3]

## Exemples
- Les projets de logements de faible hauteur à haute densité construits dans l'arrondissement londonien de Camden entre 1965 et 1973 contrastaient avec les modèles d'après-guerre de grande hauteur, visant à créer un environnement plus "familial" et à échelle humaine pour les résidents[3].
- En 2021, Minneapolis a éliminé le zonage unifamilial et autorisé la construction de duplex, triplex et quadruplex sur tous les lots résidentiels de la ville, dans le but d'augmenter l'offre et l'accessibilité des logements[1].

## Plaidoyer et critique
Les partisans de l'architecture de faible hauteur à haute densité soutiennent que ce type de développement peut fournir un « chaînon manquant » efficace entre les banlieues de faible densité et les tours de grande hauteur.Les immeubles de moyenne hauteur de 3 à 7 étages, souvent en configuration de bloc périphérique avec une cour centrale, sont cités comme un exemple de ce « chaînon manquant » qui peut permettre des quartiers piétonniers avec différents usages et types de logements. Les promoteurs suggèrent que cette approche de densité moyenne peut atteindre des densités plus élevées sans les inconvénients perçus des tours de grande hauteur, tels que l'accès limité aux espaces extérieurs, la réduction de la cohésion communautaire et des coûts d'entretien plus élevés,. Le développement de moyenne hauteur et de densité moyenne est plus courant en Europe qu'en Amérique du Nord et en Australie, où le développement urbain a eu tendance à privilégier soit les banlieues de faible densité, soit les tours de grande hauteur.
Les critiques ou défis associés à l'architecture de faible hauteur à haute densité comprennent :
- Difficulté à atteindre les objectifs de densité : bien que le logement de faible hauteur à haute densité puisse être un « chaînon manquant » efficace, atteindre les niveaux de densité souhaités peut être difficile. Le projet Residences at Sandford Lodge en Irlande est cité comme atteignant environ 100 unités par hectare, ce qui est comparable aux immeubles d'appartements plus hauts, mais ce n'est pas toujours le cas[15]
- Problèmes potentiels de vue et de confidentialité : Le projet Sandford Lodge est reconnu pour avoir abordé les questions de vue sur les propriétés adjacentes et de confidentialité par sa conception, mais cela peut ne pas être universel parmi les développements de faible hauteur à haute densité. Assurer une intimité et une séparation adéquates entre les unités peut être un défi de conception[15].
- Manque d'études contemporaines : Le logement de faible hauteur à haute densité a été une typologie peu examinée et a fait l'objet d'études et d'exemples contemporains limités par rapport aux maisons unifamiliales ou aux développements de grande hauteur[4].
- Arrêt du développement de prototypes : Les efforts de la New York State Urban Development Corporation pour développer davantage les prototypes de faible hauteur à haute densité ont été interrompus dans les années 1970 en raison de changements de politique[4].
- Facteurs économiques et perception du public : L'architecte Michael Pyatok a discuté des facteurs économiques influençant le logement de faible hauteur à haute densité et de la nécessité de « charmer le public » pour le rendre attrayant, impliquant une résistance ou un scepticisme potentiel du public[6].